# Małgorzata Kozera
Małgorzata Kozera, coniugata Gliszczyńska (20 giugno 1961 – Złotoryja, 10 luglio 1992), è stata una cestista polacca.

## Carriera
Con la Polonia ha disputato i Campionati del mondo del 1983 e quattro edizioni dei Campionati europei (1980, 1981, 1983, 1987), vincendo due medaglie d'argento.